# المركز الوطني لتعليم العلوم
المركز الوطني لتعليم العلوم (بالإنجليزية: The National Center for Science Education) (NCSE) هو منظمة عضوية غير ربحية في الولايات المتحدة، وتتمثل مهمتها المعلنة في تثقيف الصحافة والجمهور حول الجوانب العلمية والتعليمية للجدالات المحيطة بتدريس التطور وتغير المناخ، وتوفير المعلومات والموارد للمدارس والآباء والمواطنين الآخرين الذين يعملون على إبقاء هذه الموضوعات في تعليم العلوم في المدارس العامة.
يقع مقره في أوكلاند، كاليفورنيا، ويزعم أنه يضم 4500 عضو من بينهم علماء ومعلمين ورجال دين ومواطنين من انتماءات دينية وسياسية مختلفة. يعارض المركز تدريس الآراء الدينية في فصول العلوم في المدارس العامة الأمريكية؛ ويفعل ذلك من خلال مبادرات مثل مشروع ستيف. وقد أطلق على المركز اسم "المنظمة الرائدة المناهضة للخلقية" في الولايات المتحدة. ينتمي المركز إلى الجمعية الأمريكية لتقدم العلوم.
يعد المركز الوطني لتعليم العلوم حاليًا عضوًا في التحالف الوطني ضد الرقابة.